# Paracrinoidea
Paracrinoidea é uma extinta classe do filo dos equinodermos.